# Prealpy
Prealpy (fr. Préalpes, wł. Prealpi, niem. Voralpen) – wspólna nazwa części łańcucha górskiego Alp. Prealpy zachodnie leżą we Francji, w Szwajcarii i częściowo we Włoszech, na zachodnich i północnych krańcach Alp. Prealpy wschodnie leżą w Austrii, w Niemczech, we Włoszech i Słowenii.
Prealpy w części zachodniej dzielą się na:
Prealpy francuskie:
- Préalpes de Provence[2][3],
- Préalpes de Savoie[2][3],
- Préalpes du Dauphiné[2][3],
- Prealpy Nicejskie,

Prealpy szwajcarskie:
- Alpy Fryburskie,
- Appenzeller Alpen,
- Luzerner Voralpen,
- Schwyzer und Urner Voralpen.

Prealpy w części wschodniej dzielą się na:
Prealpy Włoskie:
- Prealpi Luganesi,
- Prealpi Bergamasche[2][3],
- Prealpi Bresciane e Gardesane[2][3],
- Prealpy Weneckie,
- Prealpy Julijskie,

Prealpy austriackie:
- Prealpy Styryjskie: Gleinalpe, Packalpe, Koralpe i Kozjak,
- Las Bregencki,
- Alpy Styryjsko-Dolnoaustriackie,
- Oberösterreichische Voralpen.

Prealpy niemieckie:
- Bayerische Voralpen

Prealpy słoweńskie:
- Prealpy Julijskie,
- Prealpy Słoweńskie.